# Сегай, Михаил Яковлевич
Михаил Яковлевич Сегай (укр. Михайло Якович Сегай, род. 31 марта 1923, Киев — ум. 1 мая 2013, Киев) — советский и украинский правовед, доктор юридических наук (1970), профессор (1972), один из ведущих криминалистов Украины, многолетний научный руководитель Киевского НИИ судебных экспертиз. Заслуженный деятель науки и техники Украины (1993). Академик Академии Правовых наук Украины (АПНУ) (2000).

## Биография
Учился в Киевском юридическом институте. Участник Великой Отечественной войны. В июле 1941 года был направлен на курсы командиров-артиллеристов, по окончании которых служил в должности командира огневого взвода в 71-м гвардейском миномётном полку. В боях его подразделение понесло большие потери и в сентябре 1942 года прибыло в Москву на переформирование. Старший лейтенант Сегай был назначен на должность командира батареи «Катюш», затем ему присвоили звание капитана и назначили начальником штаба дивизиона «Катюш» 303 Гвардейского миномётного полка. За время войны награждён орденами Отечественной войны 1-й и 2-й степеней, медалями «За освобождение Варшавы» и «За взятие Берлина».
В 1950 г. окончил юридический факультет Киевского университета.
Более 45-ти лет (1950—1996) работал в Киевском научно-исследовательском институт судебной экспертизы: младшим научным сотрудником, старшим научным сотрудником (с 1952), заведующим отдела криминалистических исследований (с 1955), заместителем директора по научной работе (с 1963), главным научным сотрудником (с 1983).
В 1996 г. — учëный секретарь Киевского регионального центра АПНУ. Член учëных советов по защите диссертаций Киевского национального университета им. Т. Шевченко и Национальной академии внутренних дел Украины.
Член редколлегии и один из авторов «Юридической энциклопедии», «Вестника Академии правовых наук Украины», сборника «Криминалистика и судебная экспертиза». Член межведомственного Координационного совета по проблемам судебной экспертизы.
Умер 1 мая 2013 года в городе Киеве. Похоронен на Байковом кладбище.

## Научная деятельность —
Область научных исследований — теория криминалистической идентификации, проблемы судебной экспертизы. Исследует проблемы криминалистики, судебной экспертологии, информатизации судопроизводства.
Основатель нетрадиционной теории судебной идентификации и общей парадигмы следообразования, которая рассматривает следообразующие объекты и следовоспринимающую материальную среду как равноправные взаимодействующие системы и самостоятельные источники следовой информации.
Обосновал сущность судебной экспертологии как науки о судебно-экспертной деятельности. Возглавлял системные разработки методик криминалистических исследований изделий массового производства, современных знакопечатающх устройств, латентных следов рук и т. д.

## Избранные научные труды
- Методология судебной идентификации, (1970);
- Судебные экспертизы (в соавт. 1981);
- Методика трасологического исследования изделий массового производства, (в соавт. 1983);
- Современные возможности судебных экспертиз в свете достижений науки и техники, (1987);
- Равен самому себе: Криминалистика вчера, сегодня, завтра, (1991);
- Юридическая наука и образование в Украине, (в соавт. 1992);
- Галузева науково — технічна програма по боротьбі зі злочинністю Мінюсту України (в соавт. 1996);
- Судебная экспертиза материальных следов-отображений (проблемы методологии), (в соавт. 1997);
- Концептуальные основы информатизации судопроизводства, (2000);
- Судебная экспертология — наука о судебно-экспертной деятельности (2003).